# Gastrancistrus hillmeadia
Gastrancistrus hillmeadia is een vliesvleugelig insect uit de familie Pteromalidae. De wetenschappelijke naam is voor het eerst geldig gepubliceerd in 1917 door Girault.